# Kbk wz.29
Il Karabinek wz. 29 è stato un fucile a otturatore girevole-scorrevole fabbricato in Polonia nel 1930 e basata sul modello tedesco Mauser 98 AZ.

## Caratteristiche
I suoi caratteri distintivi, rispetto al fucile Mauser, consistono nel fatto di avere il blocco con le fresature d'innesto per la baionetta più vicino alla volata, essendo la canna più corta, ed il mirino anteriore, a lama, protetto da due alette laterali. Il modello da cavalleria ha la possibilità di ruotare verso il basso il pomello di comando dell'otturatore per evitarne la sporgenza, ed infatti la cassa in legno presenta in quel punto, una larga fresatura atta ad accoglierlo. Questo modello è infine dotato di un gancio, posto in prossimità della volata, per permettere il raggruppamento verticale delle armi.
Massicce quantità di "mauser polacchi" (Wz.1929) furono catturate durante l'invasione della Polonia e utilizzate su tutti i fronti bellici assieme ad altri fucili pressoché uguali al kar98 come il vz24 cecoslovacco e il mauser 1924 jugoslavo. Dal 1939 al 1940 nella Polonia occupata la probuzione del Wz.29 continuò per circa un anno con alcune piccole modifiche sotto la denominazione di Gewehr 29/40(p)